# Да Понте, Николо
Николо́ да По́нте (итал. Nicolò Da Ponte; 15 января 1491, Венеция — 30 июля 1585, Венеция) — 87-й дож Венеции (с 1578 года до смерти).

## Биография

### Ранняя жизнь
Николо родился в патрицианской семье да Понте, его родители — Антонио да Понте и Регина Спадолин, родом из Константинополя. Семья да Понте к тому времени перенесла период серьезных финансовых трудностей после османского завоевания Негропонта, где да Понте владел обширными землями, но брак Антонио с гречанкой предполагает, что он по-прежнему имел коммерческие интересы на Востоке.
Тем не менее, денег на хорошее образование для Николо у семьи не нашлось. Он слушал лекции по философии в Падуанском университете, но образования не закончил, возможно, из-за начала войны Камбрейской лиги. Тем не менее, ему удалось получить докторскую степень в области медицины в Венеции (1514).
Между 1512 и 1530 годами Николо был занят в торговле, он смог серьезно разбогатеть, построить великолепный дворец в Сан-Маурицио и отложить скопить состояние в 150.000 дукатов. В 1520 году он женился на Арканджеле Каналь, которая родила ему детей — Антонио и Паолину. Антонио умер в 1558 году, оставив своё имущество своему племяннику Николо, который умер в 1590 году, не оставив наследников, — так вымерла ветвь да Понте, к которой принадлежал дож Николо.
В 1570 году он стал прокурором Сан-Марко.

### Дож
Николо да Понте стал дожем 3 марта 1578 года, в возрасте 87 лет. Выборы были долгими — не менее 44 туров голосования, и прошли не без конфликтов.
Несмотря на свой преклонный возраст, дож да Понте более семи лет возглавлял Республику и был очень активен. Во время внутреннего кризиса 1581—1582 годов, который привел к реформе Совета десяти, дож сделал ставку на молодых политиков. Несколько раз он заявлял о своем антиклерикализме.